# (110) Lidia
(110) Lidia es un asteroide perteneciente al cinturón de asteroides descubierto el 19 de abril de 1870 por Alphonse Louis Nicolas Borrelly desde el observatorio de Marsella, Francia.
Está nombrado por Lidia, un antiguo estado de Asia Menor.

## Características orbitales
Lidia orbita a una distancia media del Sol de 2,732 ua, pudiendo alejarse hasta 2,952 ua. Su inclinación orbital es 5,965° y la excentricidad 0,08077. Emplea 1649 días en completar una órbita alrededor del Sol.